# Kłos, Zachodniopomorskie
Kłos [kwɔs] (German Kluß) là một ngôi làng thuộc khu hành chính của Gmina Sianów, thuộc huyện Koszalin, Zachodniopomorskie, ở phía tây bắc Ba Lan. Nó nằm khoảng 2 kilômét (1 mi) phía tây nam Sianów, 8 km (5 mi)     phía đông bắc Koszalin và 143 km (89 mi) về phía đông bắc của thủ đô khu vực Szczecin.
Cho đến năm 1653, ngôi làng là một phần của Duchy of Pomerania. Nó là một phần của Brandenburg, sau đó là Đức, cho đến khi kết thúc Thế chiến II. Đối với lịch sử sau chiến tranh của khu vực, xem Lịch sử của Pomerania.
Làng có dân số 220.